# Inka vitézsas
Az inka vitézsas (Spizaetus isidori) a madarak osztályának a vágómadár-alakúak (Accipitriformes) rendjéhez, ezen belül a vágómadárfélék (Accipitridae) családjához tartozó faj.

## Rendszerezése
A fajt Marc Athanese Parfait Oeillet Des Murs francia amatőr ornitológus írta le 1845-ben, a Falco nembe Falco Isidori néven. Sorolták az Oroaetus nembe egyetlen fajként, Oroaetus isidori néven is.

## Előfordulása
Az Andokban, Argentína, Bolívia, Ecuador, Kolumbia, Peru és	Venezuela honos. Természetes élőhelyei a szubtrópusi és trópusi hegyi esőerdők, valamint másodlagos erdők. Állandó, nem vonuló faj.

## Megjelenése
Testhossza 80 centiméter, szárnyfesztávolsága 144-166 gramm.
|  |

## Természetvédelmi helyzete
Az elterjedési területe rendkívül nagy, egyedszáma 250-999 példány közötti és csökken. A Természetvédelmi Világszövetség Vörös listáján veszélyeztetett fajként szerepel.